# مقاطعة بيرسون (كارولاينا الشمالية)
مقاطعة بيرسون (بالإنجليزية: Person County)‏ هي إحدى مقاطعات ولاية كارولاينا الشمالية في الولايات المتحدة الأمريكية. مركز المقاطعة أو مقعدها هي مدينة روكسبورو. تأسست هذه المقاطعة سنة 1791.أصل هذه المقاطعة يأتي من: مقاطعة كازويل.

## أعلام
- روبرت إل. بلاكويل
- ويليام آر. ويب
- إنوس سلوتر